# Linia kolejowa nr 642
Linia kolejowa nr 642 – jednotorowa, zelektryfikowana linia kolejowa łącząca posterunek odgałęźny Paczkowo z bocznicą szlakową CLIP